# Brasiltræ-slægten
Brasiltræ-slægten  (Caesalpinia) er en planteslægt, der er udbredt i Afrika, Sydøstasien og – især – i Sydamerika. Med undtagelse af en enkelt kinesisk-japansk art er det udelukkende tropiske arter. Her nævnes nogle få, der har økonomisk betydning.
| Beskrevne arter |

- Brasiltræ (Caesalpinia echinata)
- Påfuglebusk (Caesalpinia pulcherrima)
- Indisk Rødtræ (Caesalpinia sappan)

| Andre arter |

| - Caesalpinia angolensis - Caesalpinia benthamiana - Caesalpinia bonduc - Caesalpinia brasiliensis - Caesalpinia cacalaco - Caesalpinia cassioides - Caesalpinia ciliata - Caesalpinia coriaria - Caesalpinia crista - Caesalpinia cucullata - Caesalpinia decapetala - Caesalpinia digyna - Caesalpinia eriostachys - Caesalpinia exostemma - Caesalpinia ferrea | - Caesalpinia gardneriana - Caesalpinia gilliesii - Caesalpinia glabrata - Caesalpinia granadillo - Caesalpinia jamesii - Caesalpinia kavaiensis - Caesalpinia latisiliqua - Caesalpinia major - Caesalpinia mexicana - Caesalpinia microphylla - Caesalpinia minax - Caesalpinia myabensis - Caesalpinia nipensis - Caesalpinia palmeri - Caesalpinia paraguariensis | - Caesalpinia pauciflora - Caesalpinia platyloba - Caesalpinia pluviosa - Caesalpinia pubescens - Caesalpinia pumila - Caesalpinia punctata - Caesalpinia pyramidalis - Caesalpinia scortechinii - Caesalpinia sessilifolia - Caesalpinia spinosa - Caesalpinia velutina - Caesalpinia vernalis - Caesalpinia vesicaria - Caesalpinia violacea - Caesalpinia yucatanensis |

Træet afgiver en rød farve, og det røde træ anvendes desuden i snedkerarbejde og til violinbuer.